# Aldo Bello
Aldo Bello (Galatina, 7 settembre 1937 – Roma, 26 dicembre 2011) è stato un giornalista, scrittore e poeta italiano.

## Biografia

### I primi anni e l'apprendistato
Nasce a Galatina in via Lillo, una tipica corte salentina che sarà teatro delle sue scorribande giovanili e che ricorrerà spesso nei suoi scritti. 
Sull'onda della passione per Conrad, da adolescente anela ad arruolarsi in marina, ma l'opposizione materna lo costringerà a convogliare altrove il suo desiderio di viaggio e di avventura.
Frequenta il liceo classico Pietro Colonna di Galatina, di cui amava ricordare il motto: Qui si impara il verbo a suon di nerbo. Dal 1957 è a Roma, dove si laurea in Lettere e Filosofia con Natalino Sapegno, Giuseppe Ungaretti e Federico Chabod.
Inizia l'attività giornalistica come inviato speciale del settimanale La Tribuna del Salento di Ennio Bonea - testata che successivamente dirigerà. Collabora quindi con Il Giornale d'Italia, per poi passare a Il Globo.

### La carriera in RAI
Nel 1965 entra per concorso in Rai, come redattore del Collegamento Sedi Regionali. Nel 1976 viene chiamato da Sergio Zavoli al GR1, testata da poco fondata dallo stesso Zavoli - a seguito della riforma dell'emittenza radiotelevisiva italiana varata nel 1975 -  e da questi diretta: Aldo Bello vi opera come inviato speciale, e in seguito come caporedattore dei servizi speciali e responsabile della messa in onda dei radiogiornali del mattino.

In una intervista rilasciata al quotidiano L’Unità in occasione del proprio novantesimo genetliaco, Zavoli rievoca così l’incontro con Aldo Bello: 
(Sergio Zavoli (settembre 2013))
Per quindici anni realizza reportages e corrispondenze dall'Italia e dal mondo come inviato di guerra e come esperto di terrorismo e di mafie presenti in tutti gli scacchieri planetari. Nel 1987 è inviato in diciotto Paesi, documentandone le guerriglie, le attività dei cartelli del crimine organizzato, i traffici di droghe e di armi, nelle due Americhe, in Giappone, in Cina, nel triangolo d'oro (Birmania-Thailandia-Laos), in Afghanistan, nella Mezzaluna d'Oro (Iran-Aree turcofone del Vicino Oriente-Libano), in Turchia, a Cipro. Segue la guerra Iran-Iraq, quella del Golfo, i sommovimenti integralisti nelle terre arabe, in Egitto, in Sudan, nel Centrafrica, in Algeria e in Marocco.

Nel 1991 passa alla direzione di Televideo RAI. Il piano editoriale prevede che la pagina 101, dedicata alle notizie dell’"Ultima Ora", assuma un ruolo sempre più centrale, e che alla rotazione delle notizie venga impressa una importante accelerazione. Prevede inoltre che venga adottato e incoraggiato il metodo dell’inchiesta, come ricerca e verifica delle notizie, e la vocazione ad essere fonte d’informazione. In alcune interviste rilasciate al Radiocorriere TV illustra la propria idea del media di cui è alla direzione: 
(Aldo Bello (luglio 1991))
Dal 1998 al 2002 ha ricoperto il ruolo di Direttore Generale di San Marino RTV, consociata RAI.

## Gli scritti
Due sono state le direttrici dell'opera saggistica di Aldo Bello: il Mezzogiorno d'Italia (inteso tanto nell'ottica della questione meridionale, quanto in quella di un fervente bacino culturale) e la sua esperienza di giornalista.
Alla questione meridionale ha dedicato, nel lontano 1968, un saggio - Terzo Sud - che affronta il problema da una prospettiva sostanzialmente originale. Poeti del Sud, del 1973, rappresenta invece un primo tentativo di raccogliere in maniera organica le voci poetiche del Mezzogiorno. Per una collana pensata e voluta da Sergio Zavoli ha invece pubblicato nel 1985 Amare contee, un ritratto della regione Puglia tratteggiato attraverso interviste con alcuni dei più significativi figli di queste terre: Laterza, Bene, Arbore, Modugno, Mennea e molti altri.
Sulla scorta delle esperienze giornalistiche, percorre dall'interno gli itinerari teorici e operativi dei gruppi eversivi dell'ultra sinistra in L'idea armata, del 1981. Alle esperienze di viaggio e di guerre nel medio oriente dedicherà Passo d'Oriente, del 1992. Alle tematiche delle difficili relazioni tra culture - e religioni - orientali ed occidentali dopo Ground Zero è invece indirizzato Il salice e l'Imam (2001).
Sul fronte della narrativa, si è cimentato inizialmente con la forma del racconto breve (Il sole muore del 1973, poi riedito con revisioni ed integrazioni come  Le lune e riobò nel 1978); in seguito, con il romanzo La Mattanza (1973) è stato finalista per la narrativa (opera prima) al Premio Viareggio.

## La rivista bancariaApulia
Nel 1974 il dott. Giorgio Primiceri, Presidente della Banca Agricola Popolare di Matino e Lecce - l'attuale Banca Popolare Pugliese - incarica Aldo Bello di realizzare una rivista bancaria. 
Nasce così la Rassegna della Banca Agricola Popolare di Matino e Lecce: tre sedicesimi, quarantotto pagine, soltanto sei firme, ma di prestigio. La rivista - pur se con denominazione diversa: sarà SudPuglia a partire dal marzo 1983, e poi finalmente dal settembre 1994 Apulia - verrà pubblicata ininterrottamente per quasi quarant'anni, sempre sotto la direzione originale. Il manifesto programmatico della rassegna è così riassunto da Aldo Bello nella prefazione al primo numero:
(Aldo Bello (gennaio 1975))
Negli anni hanno collaborato alla rivista economisti, studiosi, letterati ed artisti di rilievo nazionale ed internazionale.

## L'impegno politico
Di famiglia liberale, sarà liberale anch'esso per tutta la vita.
Si è sempre riconosciuto nell'area laburista del partito, la stessa di Ennio Bonea e dell'amico e collega Paolo Battistuzzi.
Ha diretto per tre anni il settimanale L'Opinione, organo ufficiale del Partito Liberale Italiano, ed ha collaborato con il Centro di Ricerca e Documentazione Luigi Einaudi.

## Centro Studi e Premio di Giornalismo "Aldo Bello"
Tra le attività collaterali - complice la professione della moglie, insegnante di lettere nelle scuole superiori - Aldo Bello si è spesso prestato ad incontri in classe o in casa propria con le scolaresche finalizzati ad illustrare e documentare il mestiere di giornalista. In particolare - nel corso dei cosiddetti anni di piombo - ha avuto modo di confrontarsi con studenti fortemente politicizzati e attratti dai principi della lotta armata. In un contesto del genere - attraverso l'analisi dei giornali del tempo, degli eventi storici correnti e forte della propria esperienza diretta nel settore del terrorismo italiano ed internazionale - si è di fatto impegnato per reindirizzare verso l'impegno politico e civile condotto nell'alveo della democrazia la ricerca di affermazione delle proprie istanze manifestata dagli studenti.
Da questi trascorsi, ha preso piede l'idea di istituire il Centro Studi Aldo Bello e di promuovere, a partire dal 2014, un Premio di Giornalismo a lui intitolato - giunto alla IX edizione - rivolto agli studenti del triennio delle Scuole Superiori del Salento.
Il Premio di Giornalismo è patrocinato dalla Provincia di Lecce, dalla città natale di Galatina e dalla città di Matino - che lo elesse cittadino onorario - ed è supportato dalla Banca Popolare Pugliese; ciascuna edizione è presieduta da un giornalista Rai o della San Marino RTV che ha condiviso momenti della propria carriera con Aldo Bello.

## Opere

### Romanzi e racconti
- La mattanza, Lecce, E.T.M., 1973.
- Il sole muore, Siracusa, Editrice Meridionale, 1973.
- Le lune e riobò, Lecce, E.T.M., 1978

### Saggistica
- Terzo Sud, Matino, E.B.I. 1968.
- Poeti del Sud, Lecce, E.T.M. 1973
- L'idea armata, Roma, L'Opinione, 1981.
- Amare contee, Rimini, Maggioli, 1985.
- Passo d'Oriente, Lecce, Il Laboratorio, 1992.
- Il salice e l'Imam, Lecce, Martano, 2001.

## Onorificenze e riconoscimenti
- Premio Galateo alle eccellenze del territorio, Galatone (1981).
- Premio Ignazio Ciaia-Martina Franca per la saggistica, Martina Franca (1985).
- Premio I Giovani Incontrano l'Europa per la diffusione svolta da Televideo RAI a favore degli ideali europeistici fra i giovani, Roma (1992).
- Premio Eugenio Selvaggi medaglia d'oro per la stampa periodica dalla Fondazione Nuove Proposte, Roma (1995).
- Premio Il Salentino D'Oro per il giornalismo, Galatina (1997).
- Premio VII Rassegna d'Arte e Letteratura Centro Culturale S. Dominichino - Centro d'Arte il Quadrato per la direzione della Radiotelevisione di S. Marino, San Marino (1999).
- Cittadinanza Onoraria di Matino, Matino (2003).
- Premio Ignazio Ciaia-Matino, Matino (2003).
- Premio Internazionale Arte Cultura e Lavoro Nuova Europa Centro Culturale degli Artisti per il giornalismo, Roma (2003).
- Premio Sezione Italia Nostra - Sud Salento per attività giornalistica, Parabita (2008).
- Premio Monolite D'Argento alla carriera, Giuggianello (2009).